# Mochau
Mochau település Németországban, azon belül Szászország tartományban. Lakosainak száma 2361 fő (2014. január 2.).

## Népesség
A település népességének változása:

| 2014 | 2 361 |